# Pomnik Władysława Sikorskiego w Gibraltarze
Pomnik Władysława Sikorskiego w Gibraltarze – pomnik upamiętniający poległego 4 lipca 1943 generała Władysława Sikorskiego zlokalizowany w południowej części Gibraltaru, w rejonie zwanym Europa Point.

## Opis
Założenie pomnikowe oparto na planie koła o średnicy 5 metrów. Monument ma wysokość 3 metrów. Centralnym jego punktem jest stojący wcześniej w centrum miasta pomnik ze śmigłem, do którego dodano łuk z polskim orłem wojskowym. Na krańcach łuku posadowiono godło sił lotniczych (szachownicę) i proporzec marynarki wojennej (bułat). W podłoże wkomponowano napis o treści: Generał Władysław Sikorski 1881 – 1943. Śmigło pochodzi z Liberatora II AL523, samolotu, którym leciał Sikorski. Elementami monumentu są też tablice pamiątkowe przypominające postać generała i okoliczności katastrofy z 1943.
Pomnik odsłonięto w siedemdziesiątą rocznicę śmierci generała, 4 lipca 2013. W uroczystościach odsłonięcia uczestniczyli: kierownik Urzędu ds. Kombatantów i Ofiar Represjonowanych, Jan Stanisław Ciechanowski, sekretarz Rady Ochrony Pamięci Walk i Męczeństwa, Andrzej Kunert oraz polski konsul generalny w Londynie, Ireneusz Truszkowski, jak również kombatanci. Prace renowacyjne i przebudowa zostały wykonane dzięki działaniom Rady Ochrony Pamięci Walk i Męczeństwa. Pomnik zaprojektowało i wykonało przedsiębiorstwo Furmanek Renewal z Daleszyc.